# Jugenddelegierte zur Generalversammlung der Vereinten Nationen
Jugenddelegierte zur Generalversammlung ist ein Projekt, das von der Deutschen Gesellschaft für die Vereinten Nationen sowie dem Deutschen Nationalkomitee für internationale Jugendarbeit getragen wird. Unterstützt wird es vom Auswärtigen Amt und dem Bundesministerium für Familie, Senioren, Frauen und Jugend. Deutschland entsendet zwei Delegierte, die jeweils ein Jahr im Amt sind. Die Amtszeit beginnt und endet jeweils im April. Die Jugenddelegierten sind neben den Prozessen rund um die Generalversammlung auch an der jährlich im Februar stattfinden Sozialentwicklungskommission der Vereinten Nationen (United Nations Commission for Social Development oder CSocD) beteiligt.

## Ziel und Organisation
Seit 1981 empfehlen die Vereinten Nationen (UN) ihren Mitgliedsstaaten, Jugenddelegierte zu entsenden, um so eine bessere Jugendpartizipation zu gewährleisten. Viele Länder, u. a. auch Deutschland (seit 2005) und Österreich, nehmen dieses Angebot wahr und wählen Jugenddelegierte aus, die Teil der diplomatischen Delegation ihres jeweiligen Landes zur Generalversammlung der Vereinten Nationen nach New York City sind. Jedes teilnehmende Land entsendet jedes Jahr ein bis sechs Jugenddelegierte.
Die Jugenddelegierten werden ein halbes Jahr auf ihren Auftritt vorbereitet, u. a. finden Treffen mit Jugenddelegierten anderer Länder statt, auf denen die Arbeitsweise der UN simuliert wird.

## Deutschland
In Deutschland existiert das Jugenddelegierten-Programm seit 2005. Weltweit einzigartig ist, dass die deutschen Jugenddelegierten eine sogenannte „Deutschlandtour“ absolvieren, um die Erwartungen und Wünsche von Jugendlichen aus ganz Deutschland aufzunehmen. Dazu erfolgen vor allem Diskussionen mit Jugendgruppen und Schulklassen. Diese Eindrücke und Ideen werden dann im Oktober bei der UN-Generalversammlung vorgebracht. Im Jahr 2024 sind Alina Reize und Elias Kordt die deutschen Jugenddelegierten zur UN-Generalversammlung. In Deutschland wird die Teilnahme jährlich ausgeschrieben und die Delegierten durch die Träger des Jugenddelegiertenprogramms benannt.
Ehemalige Jugenddelegierte sind:
- Ilka Essig und Lew Töpfer (2023/24)
- Johanna Lichtschlag und Franz Wacker (2022/23)
- Franka Weckner und Ruszlan Biwoino (2021/22)
- Eva Croon und Paul Klahre (2020/21)
- Josephine Hebling und Nikolas Karanikolas (2019/20)
- Antonia Kuhn und Lukas Schlapp (2018/19)
- Anaick Geißel und Mio Kuschik (2017/18)
- Katharina Buch und Eric Klausch (2016/17)
- Carina Lange und Alexander Kauschanski (2015/16)
- Celina Greppler und Ozan Solmus (2014/15)
- Elise Zerrath und Florian Nowack (2013/14)
- Sabrina Reindl und Patrick Rohde (2012/13)
- Heidi Fritze und Andreas Deutinger (2011/12)
- Clara Leiva Burger und Jens Christoph Parker (2010/11)
- Emily May Büning und Falko Mohrs (2009/10)
- Astrid Schrader und Nicolas Klein (2008/09)
- Marah Köberle und Jonathan Mack (2007/08)
- Christina Apel und Jan Munz (2006/07)
- Hanna Labonté und Anne Spiegel (2005/06)